# Halani-1 (schip, 1980)
De Halani-1 was onder de naam Molengat van 1980 tot 1991 het vlaggenschip en van 1991 tot 2005 het eerste reserveschip van de veerdienst Texel-Den Helder, de Koninklijke N.V. Texels Eigen Stoomboot Onderneming. Het schip was de eerste dubbeldeksveerboot van TESO en was het antwoord op de alsmaar toenemende vervoersvraag. Het schip werd gebouwd door de Verolme Scheepswerf Heusen (VSH) en het bood plaats aan 188 personenauto's en 1250 passagiers.
De veerboot is na de komst van de Dokter Wagemaker in 2005 nog enkele jaren op Texel gebleven, maar verliet het eiland definitief in het voorjaar van 2008. Het schip onderging een complete verbouwing in Singapore en vaart anno 2018 voor de kust van Angola. In november 2018 werd het schip weer te koop aangeboden. Het schip werd in november 2019 verkocht voor de sloop, na twee jaar eerder gestrand te zijn. Het schip werd in juni 2019 nog omgedoopt tot Alan.
De Molengat is vernoemd naar het Molengat, de gelijknamige vaargeul die tussen Noorderhaaks en Texel ligt.

## Voorgeschiedenis
Nadat TESO in de jaren 60 de twee enkeldeks kopladingsschepen Marsdiep en Texelstroom en de nieuwe veerhavens op Texel in gebruik had genomen, bleef het vervoersaanbod explosief groeien. Al in 1968, krap twee jaar na de indienststelling van de Texelstroom, sprak met over een derde schip. Diverse partijen hadden voor ogen om een twintigminutendienst met drie enkeldeksschepen te gaan exploiteren, zoals ook in het Zeeuwse Breskens werd gedaan. Hiervoor was het echter nodig om een tweede fuik te bouwen voor het laden en lossen in de Texelse veerhaven. TESO en Rijkswaterstaat werden het niet eens over de bouw van een tweede fuik en een derde enkeldeksschip, waarna TESO andere opties ging bekijken. Verlenging, verbreding of vergroting met een tweede autodek van de enkeldeksschepen Marsdiep en Texelstroom was niet wenselijk. Een groter enkeldeksschip is ook niet zo'n geschikte optie. Uiteindelijk bleef eigenlijk maar één optie over: de bouw van een nieuwe dubbeldeksveerboot, die wel in de bestaande havens en fuiken zou passen.
Behalve deze praktische problemen, ontstond er op Texel ook een (politieke) discussie over het toenemende toerisme en of extra vervoerscapaciteit niet ten koste van het eiland zou gaan. De toenmalige directeur van TESO, Theo Hoogerheide, kwam in oktober 1976 met een veelzeggend rapport over de noodzaak van een dubbeldeksveerverbinding, waarna de Raad van Commissarissen van TESO op 13 juni 1977 groen licht gaf voor de bouw van een dubbeldeksveerboot. Hoogerheide bleek later een juiste kijk op de zaak gehad te hebben, maar de gemeente Texel en Rijkswaterstaat zagen het destijds niet zitten om een grotere vervoerscapaciteit te verkrijgen met een dubbeldeksschip. De gemeente was tegen capaciteitsuitbreiding en Rijkswaterstaat meende dat de haveninrichtingen niet aangepast konden worden. Toch zette TESO de bouw van de nieuwe veerboot door. De gemeenteraad kwam later overigens terug op haar standpunt en werd voorstander van de bouw van een dubbeldeksveerboot.
De bouw werd uiteindelijk gegund aan Verolme Scheepswerf Heusden, waarmee op 29 juni 1978 of 17 juli 1978 een contract getekend werd.

## Bouw
Na veel gesteggel tussen allerlei partijen, begon de bouw van de De gat op 17 april 1979 met de kiellegging op de werf in Heusden. Het bouwnummer was 972. De Molengat werd te water gelaten op 15 december 1979. Hierbij was de veerboot afgebouwd tot op het onderste rijdek, omdat het schip anders niet meer onder een brug, die gepasseerd moest worden, door zou kunnen. De afbouw van de veerboot vond plaats in IJsselmonde. Proefvaarten vonden plaats op 7, 8 en 9 mei 1980 op het Hollandsch Diep. Op 19 juni 1980 nam TESO de Molengat over van de werf.

## Beschrijving Molengat

### Dekken
Het bovenste dek van het schip was het topdek. Dit was het gedeelte dat zich boven de stuurhuizen bevond. Dit dek was niet toegankelijk voor passagiers. Onder het topdek bevond zich het brugdek. Op dit dek waren de beide stuurhuizen, die zich zo'n vijftien meter boven de waterlijn verhieven, en de twee schoorstenen te vinden. Ook dit dek was niet toegankelijk voor passagiers. Het volgende dek was het promenadedek, waarop zich de salons, toiletten en balkons bevonden. Op dit dek verbleven de passagiers gewoonlijk tijdens een overtocht. Hieronder bevond zich het bovenrijdek, waar personenauto's een plaats vonden. Het bovenrijdek was aan de voor- en achterzijde en aan de zijkant over bijna de gehele lengte opengewerkt, wat een opvallend verschil met de later gebouwde veerboot Schulpengat was. Aan weerszijden van het schip waren vervolgens de rijwieldekken te vinden, die qua hoogte halverwege het benedenrijdek gesitueerd waren. Het laagste voor passagiers toegankelijke dek was dit benedenrijdek, waar aan weerszijden personenauto's konden staan en waar het hoge middengedeelte bestemd was voor vrachtauto's, hoge bestelauto's en personenauto's met caravans of fietsen op het dak. Onder het benedenrijkdek waren een tussendek en de tanktop te vinden. Hier stond onder meer de voortstuwingsinstallatie.

### Voortstuwing
De Molengat had een diesel-elektrische voorstuwingsinstallatie. Zes dieselmotoren zorgden voor de elektriciteit waarmee de voorstuwing gevoed werd. Deze voortstuwing bestond niet uit schroeven, maar uit tweeVoith-Schneider-propellers. Deze zorgden onder andere voor een grote wendbaarheid en boden meer vermogen om sterke zijwind te trotseren: iets waar de dubbeldeksschepen van de Provinciale Stoombootdiensten in Zeeland (PSD) met hun schroeven mee te kampen hadden.

## Verloop dienstjaren
De Molengat bleek de enige juiste oplossing voor de problemen met de vervoerscapaciteit. Bijgestaan door de twee enkeldesschepen Marsdiep en Texelstroom, onderhield de Molengat tot 1991 de dienst als vlaggenschip van TESO. De eerste zes jaar kon TESO niet optimaal gebruik maken van de veerboot, omdat de veerhavens op Texel en in Den Helder nog enkeldeks oprijbruggen hadden. Rijkswaterstaat startte op 16 augustus 1985 met de ombouw van de walfaciliteiten. Op 26 juni 1986 voer de Molengat de eerste dubbeldeksreis.
Op 6 september 1987 kwam de Molengat in aanvaring met een houten steiger in de veerhaven van Den Helder, als gevolg van een elektriciteitsstoring.
In 1991 arriveerde de nieuwe veerboot Schulpengat op Texel. Deze nog grotere veerboot verving de twee enkeldeksschepen, waarna de Molengat eerste reserveschip werd. In 1995 kreeg het schip een retrofit, om weer tien jaar vooruit te kunnen.
In 2005 werd de Molengat tweede reserveschip, na de komst van de Dokter Wagemaker. De veerboot werd nog regelmatig ingezet, omdat de Dokter Wagemaker nog niet direct volop in dienst kwam.
Door een storing aan een van de Voith-Schneider-propellers op 18 januari 2007 kwam het schip hard in aanvaring met de laadbrug van de veerhaven in Den Helder. Hierdoor raakte het schip beschadigd en de brug ontzet. Dit in combinatie met de zware zuidwesterstorm en hoge waterstanden zorgde ervoor dat de veerdienst de gehele middag en avond werd gestaakt, iets wat zelden gebeurt bij TESO.

## Verkoop
In september 2006 bleek een Italiaanse rederij geïnteresseerd om de Molengat van TESO over te nemen. Hoewel in augustus 2007 gemeld werd dat de veerboot aan deze partij verkocht was, bleek de koop later die maand nog niet rond. TESO wilde het schip echter graag in het najaar van 2007 kwijt, omdat het volgens toenmalig directeur Rob Wortel anders naar de sloop zou gaan. De onderhouds- en verzekeringskosten waren grote uitgaven voor de rederij. In september 2007 werd bekend dat de Italiaanse rederij de financiering niet rond kreeg. TESO bood het schip vervolgens opnieuw te koop aan en stelde afvoer van het schip naar de sloop enkele weken uit. In november 2007 deed TESO dit opnieuw, omdat er "voorzichtige contacten" waren met nieuwe gegadigden.
Daadwerkelijke verkoop van het schip kwam vervolgens in beeld in december 2007. In januari 2008 werd bekend dat de Molengat verkocht was aan Halani International uit India. In maart 2008 kreeg het schip de naam Halani-1 en werden voorbereidingen getroffen voor de reis naar Singapore, waar het schip verbouwd zou worden. Op 28 maart 2008 verliet de Halani-1 de Texelse veerhaven voorgoed en begon het aan haar reis naar Singapore via het Kanaal, de Golf van Biskaje, de Straat van Gibraltar, de Middellandse Zee, het Suez Kanaal en de Rode Zee naar de Indische Oceaan. TESO-kapitein Alfred Schaatsenberg had de eer het schip de haven uit te varen; hij haalde de veerboot in 1980 op van de werf.

## Tweede leven als Halani-1
De voormalige veerboot onderging in Singapore een gigantische verbouwing tot offshore-schip. Eén helft van het schip werd volledig verwijderd en de romp werd verbreed. Hoewel eerste ontwerptekeningen lieten zien dat de opbouw deels intact zou blijven, is de veerboot uiteindelijk een compleet ander schip geworden. Het kreeg onder meer een helikopterplatform en hijskranen. Na deze verbouwing deed de Halani-1 dienst in de Perzische Golf, waarna het schip in 2010 verscheen voor de kust van Angola.
Op 24 februari 2010 bevestigd OOS International BV dat het contract is getekend met Acergy-/Exxon, waarbij de Halani-1 als DPIII-schip ging werken voor Acergy voor de kust van Angola.